# Femmes nouvelles
Pour plus de détails, voir Fiche technique et Distribution.
Femmes nouvelles (新女性, Xin nü xing) est un film muet chinois réalisé par Cai Chusheng, sorti en 1934.

## Synopsis
Le film nous montre la vie d'une jeune femme moderne et de bonne éducation dans le Shanghai des années 1920, Wei Ming (Ruan Lingyu). Au début du film, Wei Ming travaille comme professeur de musique dans une école, même si elle rêve de devenir écrivain. Wei Ming rencontre un ami, Yu Haichou (Zheng Junli) et une ancienne camarade d'école, Zhang Xiuzhen, qui s'appelle maintenant Madame Wang, dans un tramway.

## Fiche technique
- Titre : Femmes nouvelles
- Titre original : 新女性 (Xin nü xing)
- Réalisation : Cai Chusheng
- Scénario : Sun Shiyi
- Pays d'origine : Chine
- Genre : Drame
- Durée : 106 minutes

## Distribution
- Ruan Lingyu : Wei Ming
- Wang Naidong : Docteur Wang
- Zheng Junli : Yu Haichou
- Wang Moqiu : Mme Wang
- Tang Tianxiu : Sœur de Wei Ming
- Yin Xu : Li Aying
- Long Ling : Mari de Wei Ming
- Chen Sujuan : Wei Xiaohong, fille de Wei Ming
- Gu Menghe : Qi Weide
- Fang Lianying : Vieille voisine
- Fei Baiqing : Homme à la cape
- Hong Jingling : Manager
- Liu Qiong : Docteur A
- Guanwu Shang : Docteur B
- Zhou Qianyun : Fille de la vieille dame

## Autour du film
New Women, adapté du roman écrit par Ai Xia, devint rapidement l'un des plus grands succès de son époque. Il était du en grande partie à son actrice principale, Ruan Lingyu, qui souffrit énormément du battage médiatique et de la pression des journalistes qui s'en prenaient à sa vie privée. Peu de temps après la sortie du film, Ruan se suicida.
Aujourd'hui, ce film est considéré comme l'un des classiques du cinéma chinois des années 1930. Dans le film de Stanley Kwan Center Stage (1992) qui décrit la vie de Ruan Lingyu, on voit un re-tournage de la scène finale du film.